# Dromiceiomimus
Dromiceiomimus ("napodobitel emua") byl rod teropodního dinosaura z čeledi Ornithomimidae. Žil na území kanadské provincie Alberty v období pozdní svrchní křídy. Typový taxon, D. brevitertius, byl původně popsán jako zástupce rodu Struthiomimus. Přeřazení provedl Dale Russell roku 1972, kdy pro něj určil rod Dromiceiomimus (syn. Struthiomimus ingens a Dromiceimimus brevitertius) a souběžně s tím přeřadil do rodu rovněž Ornithomimus samueli, a to pod jménem Dromiceiomimus samueli. Od ornithomima jej měly odlišovat odlišné proporce končetin. Tato systematika však byla později několikrát popírána (Makovicky et al., Nicholls a Russell) a rod Dromiceiomimus byl považován za synonymum pro ornitomima, přesto jej někteří autoři nadále považovali za platný taxon.

## Nový pohled na systematiku
V říjnu 2018 byla publikována vědecká studie s popisem exempláře UALVP 16182 , který obsahuje dostatek diagnostických znaků pro fylogenetickou analýzu. Výzkum tohoto jedince dokládá, že D. brevitertius by mohl být skutečně vědecky platný (validní) taxon.

## Popis
Stejně jako jeho vývojoví příbuzní z čeledi Ornithomimidae byl také Dromiceiomimus skvěle anatomicky uzpůsoben k rychlému běhu. Podle většiny odhadů dokázali ornitomimidi dosáhnout rychlosti přinejmenším kolem 50, spíše ale až kolem 70 km/h.